# Dinopteridion languidiceps
Dinopteridion languidiceps är en stekelart som beskrevs av Christer Hansson 2004. Dinopteridion languidiceps ingår i släktet Dinopteridion och familjen finglanssteklar.
Artens utbredningsområde är Costa Rica. Inga underarter finns listade i Catalogue of Life.